# Blastofusarioides fusca
Blastofusarioides fusca är en svampart som beskrevs av Matsush. 1996. Blastofusarioides fusca ingår i släktet Blastofusarioides, divisionen sporsäcksvampar och riket svampar.   Inga underarter finns listade i Catalogue of Life.